# Male Vinice
Male Vinice je naselje u slovenskoj Općini Sodražici. Male Vinice se nalazi u pokrajini Dolenjskoj i statističkoj regiji Jugoistočnoj Sloveniji. 

## Stanovništvo
Prema popisu stanovništva iz 2002. godine naselje je imalo 16 stanovnika.